# Aeropuerto de Fuerteventura
Luchthaven Fuerteventura (IATA: FUE, ICAO: GCFV) (Spaans: Aeropuerto de Fuerteventura), ook bekend als Luchthaven El Matorral, is een luchthaven op het Spaanse eiland Fuerteventura. Hij werd aangelegd in de jaren zestig, met de komst van het toerisme. De luchthaven ligt zo'n 5 kilometer van Puerto del Rosario, de hoofdstad van het eiland. Van daaruit vertrekken boten naar onder andere Lanzarote en Las Palmas de Gran Canaria. De FV-2 verbindt de luchthaven met de rest van het eiland.